# Lapao
El lapao es un dialecto del naxi, hablado en la China meridional y zonas de Birmania y el Tíbet por unas 300 000 personas. Se puede escribir mediante pictogramas o bien con signos silábicos.